# Evoluciono računarstvo
U računarskoj nauci, evoluciono računarstvo je porodica algoritama za globalnu optimizaciju inspirisana biološkom evolucijom, i podoblast veštačke inteligencije i mekog računarstva koja proučava ove algoritme. U tehničkom smislu, oni su populaciono zasnovana porodica rešavanja problema tipa pokušaja i grešaka sa metaheurističkim ili stohastičkim karakterom optimizacije.
U evolucionom proračunu, početni skup rešenja kandidata se generiše i iterativno ažurira. Svaka nova generacija se proizvodi stohastičkim uklanjanjem manje željenih rešenja i uvođenjem malih nasumičnih promena kao i, u zavisnosti od metode, mešanjem roditeljskih informacija. U biološkoj terminologiji, populacija rešenja je podvrgnuta prirodnoj selekciji (ili veštačkoj selekciji), mutaciji i eventualno rekombinaciji. Kao rezultat, populacija će postepeno evoluirati kako bi se povećala fitnes, u ovom slučaju izabrane funkcije fitnesa algoritma.
Evolucione tehnike računanja mogu da proizvedu visoko optimizovana rešenja u širokom spektru podešavanja problema, što ih čini popularnim u računarskoj nauci. Postoje mnoge varijante i proširenja, prilagođena specifičnijim porodicama problema i struktura podataka. Evoluciono računanje se takođe ponekad koristi u evolucionoj biologiji kao in silico eksperimentalna procedura za proučavanje uobičajenih aspekata opštih evolucionih procesa.

## Literatura
- Th. Bäck, D.B. Fogel, and Z. Michalewicz (Editors), Handbook of Evolutionary Computation. . 1997. ISBN 0750303921. Недостаје или је празан параметар |title= (помоћ)
- Bäck, Thomas; Schwefel, Hans-Paul (1993). „An Overview of Evolutionary Algorithms for Parameter Optimization”. Evolutionary Computation. 1 (1): 1—23. doi:10.1162/evco.1993.1.1.1..
- W. Banzhaf, P. Nordin, R.E. Keller, and F.D. Francone. Genetic Programming — An Introduction. Morgan Kaufmann, 1998.
- S. Cagnoni, et al., Real-World Applications of Evolutionary Computing, Springer-Verlag Lecture Notes in Computer Science, Berlin, 2000.
- R. Chiong, Th. Weise, Z. Michalewicz (Editors), Variants of Evolutionary Algorithms for Real-World Applications, Springer. . 2012. ISBN 978-3642234231. Недостаје или је празан параметар |title= (помоћ)
- K. A. De Jong, Evolutionary computation: a unified approach. MIT Press, Cambridge MA, 2006
- Eiben, Agoston E.; Smith, Jim (2015). „From evolutionary computation to the evolution of things”. Nature. 521 (7553): 476—482. Bibcode:2015Natur.521..476E. PMID 26017447. doi:10.1038/nature14544.
- A. E. Eiben and J.E. Smith, Introduction to Evolutionary Computing, Springer, First edition, 2003; Second edition, 2015
- D. B. Fogel. Evolutionary Computation. Toward a New Philosophy of Machine Intelligence. IEEE Press, Piscataway, NJ, 1995.
- L. J. Fogel, A. J. Owens, and M. J. Walsh. Artificial Intelligence through Simulated Evolution. New York: John Wiley, 1966.
- D. E. Goldberg. Genetic algorithms in search, optimization and machine learning. Addison Wesley, 1989.
- J. H. Holland. Adaptation in natural and artificial systems. University of Michigan Press, Ann Arbor, 1975.
- P. Hingston, L. Barone, and Z. Michalewicz (Editors), Design by Evolution, Natural Computing Series, 2008, Springer,  3540741097
- J. R. Koza. Genetic Programming: On the Programming of Computers by means of Natural Evolution. MIT Press, Massachusetts, 1992.
- F.J. Lobo, C.F. Lima, Z. Michalewicz (Editors), Parameter Setting in Evolutionary Algorithms, Springer. . 2010. ISBN 978-3642088926. Недостаје или је празан параметар |title= (помоћ)
- Z. Michalewicz, Genetic Algorithms + Data Structures – Evolution Programs, 1996, Springer,  3540606769
- Z. Michalewicz and D.B. Fogel, How to Solve It: Modern Heuristics, Springer. . 2004. ISBN 978-3-540-22494-5. Недостаје или је празан параметар |title= (помоћ)
- Rechenberg, Ingo (1973). Evolutionsstrategie: Optimierung technischer Systeme nach Prinzipien der biologischen Evolution (на језику: немачки). Stuttgart-Bad Cannstatt: Frommann-Holzboog. ISBN 978-3-7728-0373-4.
- H.-P. Schwefel. Numerical Optimization of Computer Models. John Wiley & Sons, New-York, 1981. 1995 – 2nd edition.
- D. Simon. „Evolutionary Optimization Algorithms”. Архивирано из оригинала 10. 03. 2014. г. Приступљено 06. 08. 2024.. Wiley, 2013.
- M. Sipper; W. Fu; K. Ahuja; J. H. Moore (2018). „Investigating the parameter space of evolutionary algorithms”. BioData Mining. 11: 2. PMC 5816380 . PMID 29467825. doi:10.1186/s13040-018-0164-x .
- Y. Zhang; S. Li. (2017). „PSA: A novel optimization algorithm based on survival rules of porcellio scaber”. arXiv:1709.09840  [cs.NE].

## Spoljašnje veze
- Article in the Stanford Encyclopedia of Philosophy about Biological Information (English)